# Borja Iglesias
Borja Iglesias Quintás (Santiago de Compostella, 17 januari 1993) is een Spaans voetballer die doorgaans speelt als spits. In augustus 2025 verruilde hij Real Betis voor Celta de Vigo. Iglesias maakte in 2022 zijn debuut in het Spaans voetbalelftal.

## Clubcarrière
Iglesias speelde in de jeugdopleiding van Valencia en kwam via La Roda terecht bij Villarreal. In de zomer van 2013 verkaste de spits naar Celta de Vigo, waar hij in het reserveteam terechtkwam. Op 3 januari 2015 maakte Iglesias zijn debuut in het eerste elftal, toen door een doelpunt van Nicolás Pareja met 1–0 verloren werd van Sevilla. De aanvaller mocht in deze wedstrijd van coach Eduardo Berizzo elf minuten voor tijd invallen voor Santi Mina. Dat seizoen zou het bij die elf minuten blijven en de jaargang erop leverde negenendertig minuten op in de beker. Iglesias kwam tijdens het seizoen 2016/17 helemaal niet tot een optreden in het eerste elftal. In de zomer van 2017 huurde Real Zaragoza hem voor één seizoen. De Spanjaard kwam tot tweeëntwintig competitiedoelpunten en eindigde gedeeld derde op de topscorerslijst in de Segunda División.
Medio 2018 nam Espanyol Iglesias over voor circa tien miljoen euro. Hiermee werd hij de duurste aankoop in de clubhistorie. De spits zette zijn handtekening onder een verbintenis voor de duur van vier seizoenen. Hij scoorde twintig goals in zijn eerste seizoen voor Espanyol. Een jaar erop werd hij voor een ruime winst doorverkocht aan Real Betis, dat circa achtentwintig miljoen euro voor hem betaalde en hem een contract voorschotelde voor vijf seizoenen. In december 2021 werd deze opengebroken en met twee jaar verlengd. Bij Real Betis kwam hij in drie opeenvolgende seizoenen tot meer dan tien competitiegoals.
Na een eerste helft van het seizoen 2023/24, waarin hij niet tot scoren kwam in de competitie, werd Iglesias in januari 2024 voor een half jaar op huurbasis overgenomen door Bayer Leverkusen, dat gecoacht werd door landgenoot Xabi Alonso. Bij de Duitse club moest hij de geblesseerd weggevallen Victor Boniface vervangen. Op 14 april won hij met Bayer de eerste landstitel in de clubgeschiedenis door Werder Bremen met 5–0 te verslaan. Na zijn terugkeer bij Betis besloot de club om Iglesias opnieuw te verhuren; ditmaal nam zijn oude club Celta de Vigo de aanvaller tijdelijk over. Na elf competitiedoelpunten in de jaargang 2024/25 nam Celta de spits definitief over voor circa twee miljoen euro, met een contract voor twee jaar en een optie op een derde.

## Clubstatistieken
| Seizoen | Club               | Competitie       | Competitie | Competitie | Beker | Beker | Internationaal | Internationaal | Totaal | Totaal |
| Seizoen | Club               | Competitie       | Wed.       | Dlp.       | Wed.  | Dlp.  | Wed.           | Dlp.           | Wed.   | Dlp.   |
| ------- | ------------------ | ---------------- | ---------- | ---------- | ----- | ----- | -------------- | -------------- | ------ | ------ |
| 2014/15 | Celta de Vigo      | Primera División | 1          | 0          | 0     | 0     | —              | —              | 1      | 0      |
| 2015/16 | Celta de Vigo      | Primera División | 0          | 0          | 1     | 0     | —              | —              | 1      | 0      |
| 2016/17 | Celta de Vigo      | Primera División | 0          | 0          | 0     | 0     | —              | —              | 0      | 0      |
| 2017/18 | → Real Zaragoza    | Segunda División | 41         | 22         | 2     | 1     | —              | —              | 43     | 23     |
| 2018/19 | Espanyol           | Primera División | 37         | 17         | 6     | 3     | —              | —              | 43     | 20     |
| 2019/20 | Espanyol           | Primera División | 0          | 0          | 0     | 0     | 3              | 3              | 3      | 3      |
| 2019/20 | Real Betis         | Primera División | 35         | 3          | 2     | 0     | —              | —              | 37     | 3      |
| 2020/21 | Real Betis         | Primera División | 28         | 11         | 4     | 2     | —              | —              | 32     | 13     |
| 2021/22 | Real Betis         | Primera División | 33         | 10         | 8     | 5     | 10             | 4              | 51     | 19     |
| 2022/23 | Real Betis         | Primera División | 35         | 15         | 2     | 0     | 6              | 0              | 43     | 15     |
| 2023/24 | Real Betis         | Primera División | 11         | 0          | 1     | 1     | 6              | 1              | 18     | 2      |
| 2023/24 | → Bayer Leverkusen | Bundesliga       | 7          | 0          | 1     | 0     | 2              | 0              | 10     | 0      |
| 2024/25 | → Celta de Vigo    | Primera División | 37         | 11         | 2     | 0     | —              | —              | 39     | 11     |
| 2025/26 | Celta de Vigo      | Primera División | 0          | 0          | 0     | 0     | —              | —              | 0      | 0      |
| Totaal  | Totaal             | Totaal           | 265        | 89         | 29    | 12    | 27             | 8              | 321    | 109    |

Bijgewerkt op 14 augustus 2025.

## Interlandcarrière
Iglesias maakte zijn debuut in het Spaans voetbalelftal op 24 september 2022, in een wedstrijd om de UEFA Nations League tegen Zwitserland. De spits moest van bondscoach Luis Enrique op de reservebank beginnen en hij mocht achttien minuten na rust invallen voor Marco Asensio. Door een doelpunt van Jordi Alba en tegengoals van Manuel Akanji en Breel Embolo werd met 1–2 verloren. De andere Spaanse debutant dit duel was Nico Williams (Athletic Bilbao).
In oktober 2022 werd Iglesias door Enrique opgenomen in de voorselectie van Spanje voor het WK 2022. Hij was een van de afvallers toen een maand later de definitieve selectie werd bekendgemaakt.
| Interlands van Borja Iglesias voor Spanje | Interlands van Borja Iglesias voor Spanje | Interlands van Borja Iglesias voor Spanje | Interlands van Borja Iglesias voor Spanje | Interlands van Borja Iglesias voor Spanje | Interlands van Borja Iglesias voor Spanje | Interlands van Borja Iglesias voor Spanje |
| №                                         | Datum                                     | Wedstrijd                                 | Uitslag                                   | Competitie                                | Goals                                     |                                           |
| Als speler bij Real Betis                 | Als speler bij Real Betis                 | Als speler bij Real Betis                 | Als speler bij Real Betis                 | Als speler bij Real Betis                 | Als speler bij Real Betis                 | Als speler bij Real Betis                 |
| ----------------------------------------- | ----------------------------------------- | ----------------------------------------- | ----------------------------------------- | ----------------------------------------- | ----------------------------------------- | ----------------------------------------- |
| 1                                         | 24 september 2022                         | Spanje – Zwitserland                      | 1 – 2                                     | Nations League 2022/23                    |                                           |                                           |
| 2                                         | 28 maart 2023                             | Schotland – Spanje                        | 2 – 0                                     | EK 2024 kwalificatie                      |                                           |                                           |

Bijgewerkt op 14 augustus 2025.

## Erelijst
| Competitie       |            |            |            |            |
| Competitie       | Aantal     | Jaren      |            |            |
| Real Betis       | Real Betis | Real Betis | Real Betis | Real Betis |
| ---------------- | ---------- | ---------- | ---------- | ---------- |
| Copa del Rey     | 1          | 2021/22    |            |            |
| Bayer Leverkusen |            |            |            |            |
| Bundesliga       | 1          | 2023/24    |            |            |
| DFB-Pokal        | 1          | 2023/24    |            |            |